# Ylasoia pegasus
Ylasoia pegasus är en tvåvingeart som först beskrevs av Christian Rudolph Wilhelm Wiedemann 1828.  Ylasoia pegasus ingår i släktet Ylasoia och familjen svävflugor. Inga underarter finns listade i Catalogue of Life.